# Периодична функция
В математиката, периодична функция е функция, която повтаря стойностите си на определени интервали (периоди). Най-важните примери са тригонометричните функции, които се повтарят на интервал от 2π радиана. Периодичните функции се използват в науката за описване на трептения, вълни и други феномени, които проявяват периодичност. Всяка функция, която не е периодична, се нарича апериодична.

## Определение
За функцията f се казва че е периодична, ако за някоя ненулева константа P е изпълнено
{\displaystyle f(x+P)=f(x)}
за всички стойности на x в областта. Ненулева константа P, за която горното е изпълнено, се нарича период на функцията. Ако съществува най-малко положителна константа P с това свойство, тя се нарича фундаментален период (също първичен период или основен период). Често под период на функцията се има предвид именно фундаменталният период. Функция с период P се повтаря на интервали с продължителност P.
Геометрично периодичната функция може да бъде определена като функция, чиято графика проявява транслационна симетрия. По-конкретно функцията f е периодична с период P, ако графиката на f е инвариантна при транслация в посока x чрез разстояние P. Това определение може да бъде разширено до други геометрични форми и модели, както и да бъде обобщено за повече измерения, например като периодичен модел на повтаряне в равнина. Дадена числова редица също може да бъде разглеждана като функция, определена от естествени числа.

## Примери
Например синусоидалната функция е периодична с период {\displaystyle 2\pi }, тъй като
{\displaystyle \sin(x+2\pi )=\sin x}
за всички стойности на {\displaystyle x}. Тази функция се повтаря на интервали с продължителност {\displaystyle 2\pi }.
Всекидневни примери се наблюдават, когато променливата е време. Например стрелките на часовника или фазите на Луната проявяват периодично поведение. Периодичното движение е такова движение, при което позициите на системата са изразими като периодични функции, всички с един и същ период.
За функция на реални числа или цели числа това означава, че цялата графика може да се състави от копия на една определена част, повтаряна на регулярни интервали. Прост пример за периодична функция е функцията {\displaystyle f}, която дава дробната част на аргумента си. Периодът ѝ е 1. В частност,
{\displaystyle f(0.5)=f(1.5)=f(2.5)=\cdots =0.5}
Графиката на функцията {\displaystyle f} е вълна с формата на зъб на трион.
Тригонометричните функции синус и косинус са често срещани периодични функции с период 2π. Предметът на реда на Фурие изследва идеята, че всяка произволна периодична функция е сбор от тригонометрични функции със съчетани периоди.
Използвайки определението по-горе, някои екзотични функции, като например функцията на Дирихле, също са периодични. В случая на функцията на Дирихле всяко ненулево рационално число може да бъде период.

## Свойства
Ако функцията {\displaystyle f} е периодична с период {\displaystyle P}, тогава за всички {\displaystyle x} в областта на {\displaystyle f} и всички положителни цели числа {\displaystyle n},
{\displaystyle f(x+nP)=f(x)}
Ако {\displaystyle f(x)} е функция с период {\displaystyle P}, тогава {\displaystyle f(ax)}, където {\displaystyle a} е ненулево реално число, е периодична с период {\displaystyle {\cfrac {P}{|a|}}}.
Например {\displaystyle f(x)=\sin(x)} има период {\displaystyle 2\pi }, следователно {\displaystyle \sin(5x)} ще има период {\displaystyle {\cfrac {2\pi }{5}}}.

## Двойно периодични функции
Функция, чиято област са комплексни числа, може да има два несъответстващи периода, без да бъде непрекъсната. Такива функции са елиптичните. В този контекст, „несъответстващи периоди“ ще рече такива, които не са кратни един на друг.

## Комплексен пример
Използвайки комплексни променливи, имаме периодичната функция:
{\displaystyle e^{ikx}=\cos kx+i\,\sin kx.}
Тъй като функциите синус и косинус са периодични с период 2π, а комплексната експонента по-горе е съставена от синусоидални и косинусоидални вълни, горната (всъщност Ойлерова формула) функция има следното свойство: ако L е периодът на функцията, тогава
{\displaystyle L=2\pi /k}